# Hinds (gruppo musicale)
Le Hinds sono un gruppo musicale spagnolo tutto al femminile formatosi a Madrid nel 2011.
Il nome originario del gruppo era Deers, poi cambiato in Hinds tra la fine del 2014 e l'inizio del 2015 per la somiglianza al nome del gruppo canadese The Dears.

## Formazione
- Carlotta Cosials - voce, chitarra
- Ana García Perrote - voce, chitarra
- Ade Martín - basso, cori
- Amber Grimbergen - batteria

## Discografia
- 2015 - Very Best of Hinds so Far (raccolta 10" edizione limitata)
- 2016 - Leave Me Alone
- 2018 - I Don't Run
- 2020 - The Prettiest Curse
- 2024 - Viva Hinds